# يوجين يبينسكي
يوجين يبينسكي (بالإنجليزية: Eugene Lipinski)‏ هو كاتب سيناريو وممثل بريطاني، ولد في 5 نوفمبر 1956 في المملكة المتحدة.

## أعمال

### أفلام
- (1979) شارع هانوفر
- (1980) توقيت سيء
- (1980) سوبرمان 2
- (1982) اختيار صوفي[2]
- (1982) فايرفوكس[3]
- (1983) الأخطبوطي[4]
- (1989) إنديانا جونز والحملة الأخيرة[5]
- (1997) فتنة[6]
- (2003) المجند[7]

## وصلات خارجية
- يوجين يبينسكي على موقع IMDb (الإنجليزية)
- يوجين يبينسكي على موقع ألو سيني (الفرنسية)
- يوجين يبينسكي على موقع أول موفي (الإنجليزية)
- يوجين يبينسكي على موقع قاعدة بيانات الأفلام السويدية (السويدية)
- يوجين يبينسكي على موقع إن إن دي بي (الإنجليزية)
- يوجين يبينسكي على موقع قاعدة بيانات الفيلم (الإنجليزية)
- يوجين يبينسكي على موقع كينوبويسك (الروسية)